# Comté de Washington (Minnesota)
Pour les articles homonymes, voir Comté de Washington.
Le comté de Washington est un comté de l'État du Minnesota fondé en 1849. Il comptait 267 568 habitants en 2020.
Siège : Stillwater.

## Géographie

### Comtés adjacents
- Comté de Chisago (nord)
- Comté de Polk, au Wisconsin (nord-est)
- Comté de St. Croix, au Wisconsin (est)
- Comté de Pierce, au Wisconsin (sud-est)
- Comté de Dakota (sud-ouest)
- Comté de Ramsey (ouest)
- Comté de Anoka (nord-ouest)

## Transports

### Principales routes
| - Interstate 94 - Interstate 494 - Interstate 694 - U.S. Highway 10 - U.S. Highway 12 - U.S. Highway 61 - Minnesota State Highway 5 | - Minnesota State Highway 36 - Minnesota State Highway 95 - Minnesota State Highway 96 - Minnesota State Highway 97 - Minnesota State Highway 120 - Minnesota State Highway 244 |

## Sources
- (en) Site officiel du comté de Washington